# Mährens
Die deutsche Ostseeinsel Mährens ist unbewohnt und liegt zwischen den Inseln Rügen und Ummanz. Sie ist lediglich ca. 150 × 100 Meter groß und bis zu 3 Meter hoch. Sie gehört zur Gemeinde Ummanz.
Zusammen mit den beiden etwas größeren Nachbarinseln Liebes und Urkevitz sowie dem kleineren Wührens liegt die Insel im Nationalpark Vorpommersche Boddenlandschaft und darf als Vogelschutzgebiet ohne Genehmigung nicht betreten werden.
Die Insel wird von salzbeeinflusstem Grünland eingenommen, das zum Zweck der Biotoppflege beweidet wird.